# Вал ди Вице
Вал ди Вице (итал. Val di Vizze) је насеље у Италији у округу Болцано, региону Трентино-Јужни Тирол.
Према процени из 2011. у насељу је живело 996 становника. Насеље се налази на надморској висини од 959 м.

## Становништво
| 1931. | 1936. | 1951. | 1961. | 1971. | 1981. | 1991. | 2001. | 2011. |
| ----- | ----- | ----- | ----- | ----- | ----- | ----- | ----- | ----- |
| 1.803 | 1.943 | 1.912 | 1.957 | 2.211 | 2.325 | 2.508 | 18    | 2.736 |